# Oenopota sagamiana
Oenopota sagamiana é uma espécie de gastrópode do gênero Oenopota, pertencente a família Mangeliidae.